# 美濃部達宏
美濃部達宏（みのべ たつひろ、1975年5月6日 - ）は、日本の放送作家である。
千葉県松戸市出身、獨協大学卒業。在学中にフジテレビ・バラエティプランナー大賞に入賞。卒業後、秋元康に師事。放送作家として活動。
現在は独立し、フリーに。テレビ番組の企画・構成をはじめ、企業のPR・コンテンツ制作に関するコンサルティング、動画番組、イベントの司会など幅広い分野で活動中。

## これまでの主な担当番組

### テレビドラマ
- 死幣-DEATH CASH-（TBS）

### バラエティ番組
- うたばん（TBS）
- ザ・ミュージックアワー（TBS）
- Coming Soon!!（TBS）
- Sound Room（TBS）
- アッコにおまかせ!（TBS）
- Goro's Bar（TBS）
- Goroプレゼンツ マイ・フェア・レディ（TBS）
- G.I.ゴロー（TBS）
- 哀愁探偵1756（TBS）
- イシバシ・レシピ（TBS）
- リシリな夜（TBS）
- 次長課長のヨイショ!（TBS）
- オトナの!（TBS）
- 音楽の日（TBS）
- 午前零時の岡村隆史（TBS）
- UTAGE!（TBS）
- Momm!!（TBS）
- 教えて！ココロくん（TBS）
- 直撃!コロシアム!! ズバッと!TV（TBS）
- 好きか嫌いか言う時間（TBS）
- 林修の歴史ミステリー（TBS）
- 週刊AKB（テレビ東京）
- 東京女事務所(テレビ東京)
- なるほどハイスクール（日本テレビ）
- ガチガセ(日本テレビ)
- ここ掘れ!ワンワン!(日本テレビ)
- AKB48 旅少女（日本テレビ）
- 千枚CD(フジテレビ)
- ミライ(フジテレビ)

## 主な出演作品

### ネット番組
- アニメぴあちゃんねる[1]（ニコニコ生放送、2014年1月15日 - ）

## 出版

### 書籍
- 雑談の心得。〜気まずーーい空気を一瞬でとかす40のルール〜（2016年8月17日刊行、ぱる出版）ISBN 978-4827210095
- なぜ、あなたの話はつまらないのか？（2014年4月24日刊行、あさ出版）ISBN 978-4-86063-674-6

## 備考
- 2009年に、東京・お台場の潮風公園に期間限定で建てられたガンダム・RX-78-2の等身大立像モデルの「肩の高さまで上がって記念撮影ができる権利」のオークションを260万1000円で落札し、2009年8月1日に記念撮影を行った[2]。
  - Youtubeの映像